# Combarelles

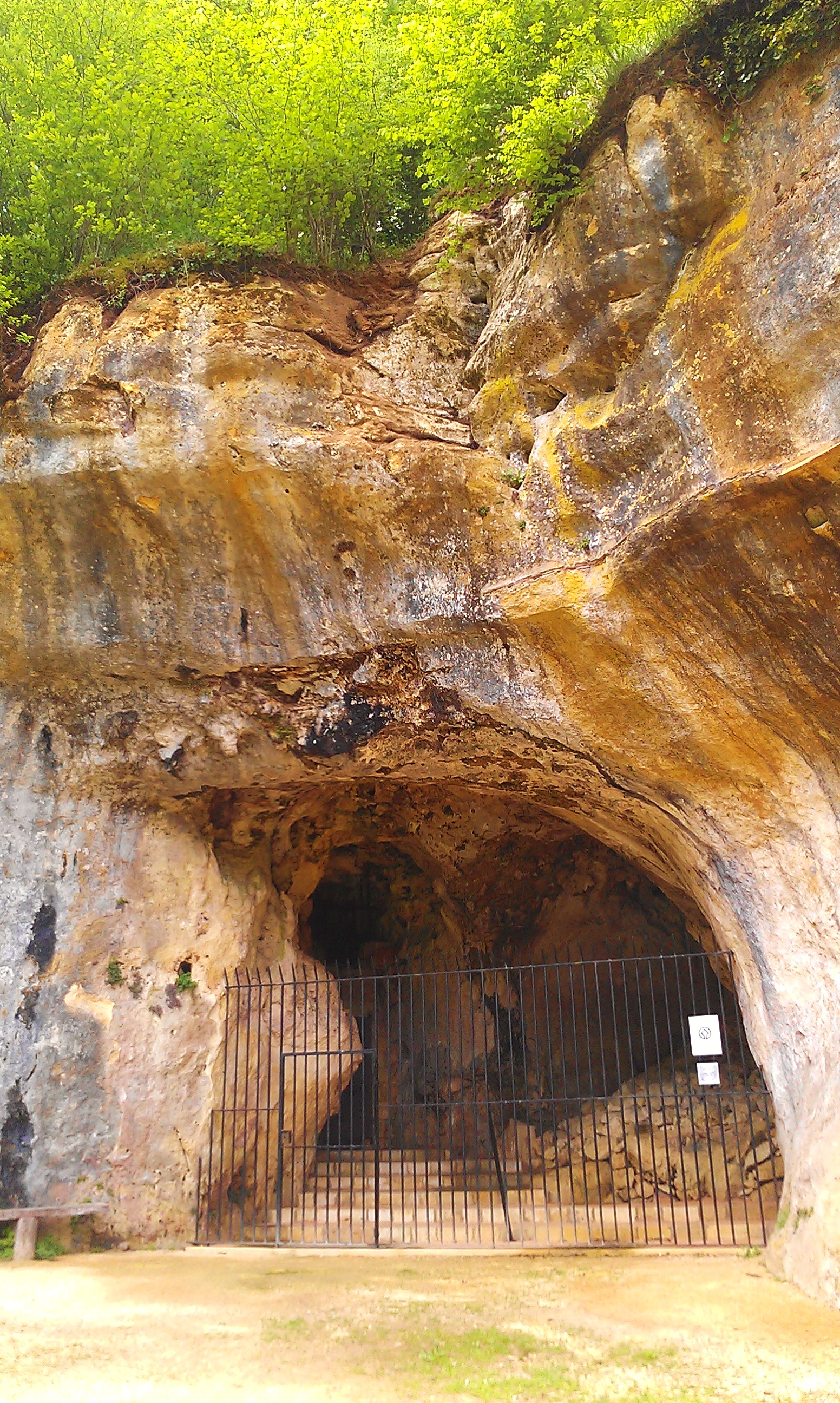
vstupní portál jeskyně Les Combarelles

Combarelles je jeskyně v jihozápadní Francii v departmentu Dordogne. Na stěnách jeskynních prostor se nachází na 600 maleb z doby mladšího paleolitu (kultura magdalénien) datované mezi roky 13 000 až 15 000 př. n. l., především realistická vyobrazení zvířat. Jeskyně byla objevena v roce 1901, pro návštěvníky je otevřen asi 240 metrů dlouhý koridor. Na stěnách jsou jemně ryté obrazy (vzácně byly v černé barvě) celé řady tehdy volně žijících živočichů včetně koně, jelenů, kozorožců, mamutů, nosorožců, medvědů, koček a některých druhů dobytka. Rytiny se z velké části prolínají. V jeskyni je též unikátní soubor padesáti schematizovaných antropomorfních postav a obydlí. U vchodu do jeskyně byly nalezeny magdalénské kamenné nástroje. Od roku 1979 je zahrnuta do světového dědictví UNESCO prehistorických nálezů v oblasti řeky Vézère.

## Bezpečný sex
Jeskyně Combarelles je uváděna jako první doklad o použití kondomu v Evropě, kde kresba v jeskyni pochází asi z roku 100 našeho letopočtu. Jedná se o pouzdra navlečená na penisu u mužů, avšak zde jde spíše o ozdobu, protože si lze těžko představit, že by se z rituálních důvodů kreslily scény k potlačování plodnosti. Starověká společnost ji totiž naopak vyzdvihovala a všechny náboženské rituály směřovaly k její podpoře.